# 17. јун
17. јун (17.6.) је 168. дан године по грегоријанском календару (169. у преступној години). До краја године има још 197 дана.

## Догађаји
- 1397 — Данска краљица Маргарета I ујединила Данску, Шведску и Норвешку у Калмарску Унију.
- 1579 — Енглески морепловац и гусар Френсис Дрејк прогласио суверенитет Енглеске над Новим Албионом, данас Калифорнијом.
- 1665 — Португалци и Британци потукли Шпанце код Монтес Клароса. Португалци још једном победом над Шпанцима, код Виље Висиосе, поновно успоставили независност Португалије.
- 1775 — Амерички колонисти су нанели тешке губитке британским снагама у поразу код Банкер Хила.
- 1789 — Посланици Трећег сталежа у француском парламенту прогласили Народну скупштину и укинули краљу право вета.
- 1843 — На Новом Зеланду почела побуна домородаца Маора против Британаца. Маори поражени 1871. и повукли се у унутрашњост острва.
- 1848 — Аустријске трупе под командом генерала Алфреда Виндишгреца угушиле устанак Чеха у Прагу.
- 1867 — Енглески хирург Џозеф Листер први пут у историји медицине употребио антисептик када је оперисао своју сестру Изабелу.
- 1925 — Потписан Женевски протокол, којим је забрањена употреба бојних отрова у рату. Протокол потписало 29 земаља.
- 1930 — Амерички председник Херберт Хувер је потписао Смут-Хаулијев закон о тарифама.
- 1940 — Совјетска Црвена армија окупирала Летонију и Естонију и успоставила просовјетску администрацију.
- 1940 — Луфтвафе је код Сен Назера потопио ХМТ Ланкастрију, при чему је погинуло око 3.000 особа.
- 1944 — Исланд је постао независна република пошто су његови становници на референдуму одлучили да се одвоје од Данске.
- 1947 — Уставотворна скупштина Бурме донела одлуку да прогласи независну Републику Бурму.
- 1950 — Ричард Лолер у Чикагу извео прву операцију пресађивања бубрега.
- 1953 — Совјетске трупе угушиле побуну у Источној Немачкој.
- 1963 — Врховни суд САД је у случају школска област Абингтона против Шемпа против рецитовања стихова из Библије и Оченаша у државним школама.
- 1967 — Кина извела пробу прве хидрогенске бомбе.
- 1971 — САД и Јапан потписали споразум о враћању острва Окинаве под суверенитет Јапана 1972.
- 1972 — Пет оперативаца Беле куће је ухапшено због провале у канцеларије Националног демократског комитета у покушају неких припадника Републиканске странке да шпијунира опозицију.
- 1982 — Председник Аргентине, генерал Леополдо Галтијери, поднео оставку после пораза аргентинске армије у Фокландском рату са Уједињеним Краљевством за Фокландска острва.
- 1988 — Око 5.000 радника земунске фабрике „Змај“ демонстрирало испред зграде Скупштине СФРЈ незадовољно својим социјалним положајем. То је био почетак масовних митинга названих „антибирократска револуција“, а послужили су за учвршћивање власти лидера комуниста Србије Слободана Милошевића.
- 1990 — Демонстранти против Владе Румуније вратили се на улице Букурешта неколико дана после сукоба с полицијом и рударима лојалним Влади, а у којима је погинуло пет особа, а неколико десетина рањено.
- 1991 — Парламент Јужне Африке укинуо последњи закон на којем је, од 1950, била заснована политика апартхејда.
- 1992 — Немци Томас Кемтнер и Хајнрих Стрибиг, два последња западна таоца у рукама исламских терориста у Либану, вратили се у Немачку после три године заточеништва.
- 1993 — У главном граду Сомалије Могадишу погинуло шест, повређена 43 припадника мировних снага Уједињених нација, када су покушали да ухвате лидера сомалијских герилаца Мохамеда Фараха Аидида.
- 1997 — Министарство Југославије за телекомуникације издало решења о забрани рада већег броја приватних и независних радио-станица. То је била прва велика акција власти против права на слободу информисања у Југославији.
- 1999 — Међународна организација рада усвојила споразум о забрани најгорих форми присилног рада деце, укључујући ропство и насилну регрутацију.
- 2001 — На парламентарним изборима у Бугарској победио Национални покрет бившег бугарског цара Симеона II, чиме је први пут бивша монархија постала политички активна у једној од земаља источне Европе. Симеон Сакс Кобург 24. јула изабран за премијера Бугарске.
- 2002 — У Батајници код Београда почеле ексхумација и обдукција лешева за које се верује да су Албанци чија су тела ту довезена после интервенције НАТО на Косову 1999.
  - Египатски археолози саопштили да су близу пирамида у Гизи нашли најстарији недирнут саркофаг, стар око 4.500 година.
- 2007 — У Будви ухапшен бивши генерал српске полиције, Властимир Ђорђевић, оптужен пред Хашким трибуналом за ратне злочине на Косову и Метохији током 1999. године.

## Рођења
- 1682 — Карл XII Шведски, шведски краљ (1697—1718). (прем. 1718)[1]
- 1818 — Шарл Гуно, француски композитор. (прем. 1893)[2]
- 1882 — Игор Стравински, руски композитор, пијаниста и диригент. (прем. 1971)[3]
- 1920 — Сецуко Хара, јапанска глумица. (прем. 2015)[4]
- 1929 — Тигран Петросјан, јерменски шахиста. (прем. 1984)[5]
- 1930 — Војислав Лубарда, српски књижевник. (прем. 2013)[6]
- 1936 — Кен Лоуч, енглески редитељ и сценариста.[7]
- 1945 — Еди Меркс, белгијски бициклиста.[8]
- 1950 — Антонио Коломбо, италијански интервентни кардиолог, академик и инострани члан Одељења медицинских наука Српске академије наука и уметности.[9]
- 1953 — Веља Павловић, српски новинар и ТВ водитељ. (прем. 2022)
- 1960 — Марина Рајевић Савић, српска новинарка и ТВ водитељка.[10]
- 1960 — Томас Хејден Черч, амерички глумац, редитељ, продуцент и сценариста.[11]
- 1961 — Бранко Дамљановић, српски шахиста.
- 1963 — Грег Кинир, амерички глумац.[12]
- 1966 — Џејсон Патрик, амерички глумац.[13]
- 1967 — Зињо, бразилски фудбалер и фудбалски тренер.[14]
- 1968 — Славиша Копривица, српски кошаркаш.[15]
- 1968 — Лука Павићевић, српско-црногорски кошаркаш и кошаркашки тренер.[16]
- 1971 — Паулина Рубио, мексичка певачица, глумица и модел.[17]
- 1973 — Леандер Паес, индијски тенисер.[18]
- 1975 — Хуан Карлос Валерон, шпански фудбалер и фудбалски тренер.[19]
- 1976 — Скот Адкинс, енглески глумац.[20]
- 1980 — Винус Вилијамс, америчка тенисерка.[21]
- 1983 — Ли Рајан, енглески музичар и глумац, најпознатији као члан групе Blue.[22]
- 1985 — Маркос Багдатис, кипарски тенисер.[23]
- 1986 — Дамјан Рудеж, хрватски кошаркаш.[24]
- 1987 — Кендрик Ламар, амерички хип хоп музичар и музички продуцент.[25]
- 1989 — Сајмон Бетл, америчка глумица и певачица. (прем. 2014)[26]
- 1989 — Владимир Лучић, српски кошаркаш.[27]
- 1990 — Алан Дзагојев, руски фудбалер.[28]
- 1990 — Џордан Хендерсон, енглески фудбалер.[29]
- 1997 — Кеј Џеј Апа, новозеландски глумац.[30]
- 1999 — Јелена Рибакина, казахстанска тенисерка.[31]

## Смрти
- 1696 — Јан III Собјески, пољски краљ.[32]
- 1719 — Џозеф Адисон, енглески писац и политичар.[33]
- 1738 — Сава Владиславић Рагузински, српски политичар и путописац.
- 1994 — др Бранко Петрановић, српски правник и историчар.[34]
- 2025 — Кисмо Лесмо, српски репер.

## Празници и дани сећања
- Међународни празници
  - Светски дан борбе против дезертификације и суше
- Српска православна црква слави:
  - Светог Митрофана - патријарха цариградског
  - Светог мученика Конкордија
  - Свете мученике Фронтасија, Северина, Северијана и Силана
  - Преподобни Зосим - епископ Новог Вавилона.
  - Свештеномученика Астијеа - епископа драчког
  - Свете Марту и Марију